# Gloryland (bài hát FIFA World Cup)
Gloryland là bài hát chính thức của Giải vô địch bóng đá thế giới 1994 - giải vô địch bóng đá thế giới lần thứ 15, được tổ chức ở Hoa Kỳ.

## Bản không lời
Bản không lời, phần lớn dựa trên bài hát tâm linh "Glory, Glory (Lay My Burden Down)" truyền thống, được trình diễn bởi một nhóm có tên "Glory" với Charles John Skarbek là nhà sản xuất, Richard Simon Blaskey với tư cách là nhà sản xuất điều hành với Snake (Chris) Davis nổi bật khi chơi saxophone.
Nó được phát hành trên Mercury Records để phân phối tại Hoa Kỳ và PolyGram Records Inc. trên toàn thế giới. Nhạc cụ xuất hiện trong album phát hành năm 1994 thuộc album mang tên Soccer Rocks the Globe.
Các đĩa đơn:
1. "Gloryland"
2. "Gloryland (Mix hành động)"
3. "Gloryland (Mix cảm xúc)"
4. "In Gloria (phiên bản tiếng Tây Ban Nha)"

## Bản có lời
Với lời bài hát được thêm vào dịp World Cup, "Gloryland" trở thành bài hát năm 1994 bởi Daryl Hall và Sounds of Blackness. Bài hát cũng xuất hiện trong album chính thức của Giải vô địch bóng đá thế giới, Gloryland World Cup USA 94 với tựa đề Soccer Rocks the Globe.
Daryl Hall và Sounds of Blackness cũng đã hát nó tại lễ khai mạc FIFA World Cup với lời bài hát. Bài hát cũng được sử dụng làm chủ đề để kênh ITV đưa tin về giải đấu.

### Xếp hạng
| Xếp hạng (1994)               | Vị trí cao nhất |
| ----------------------------- | --------------- |
| Hà Lan (Dutch Top 40)         | 32              |
| Hà Lan (Dutch Single Tip)     | 10              |
| Thụy Sĩ (Schweizer Hitparade) | 37              |
| Vương quốc Anh (OCC)          | 36              |